# 佐護勝紀
佐護 勝紀（さご かつのり、1967年11月1日 - ）は、は、日本の実業家、投資家。
兵庫県出身。甲陽学院高等学校卒業後、東京大学工学系研究科精密機械工学修士課程修了。ソフトバンクグループ・元副社長。甲陽学院(67回)の同期に、国会議員の石田昌宏がいる。

## 来歴・人物
1992年ゴールドマン・サックス証券株式会社に入社。 一貫して証券業務に従事し、02年経営委員会メンバー就任を皮切りに、証券部門内の責任者を歴任。 07年取締役就任以降、証券部門を統括。2011年1月、ゴールドマン・サックス証券取締役副社長、2014年7月、ゴールドマン・サックス証券副会長、2015年2月、金融庁参与、2015年6月、ゆうちょ銀行執行役副社長、2016年6月、ゆうちょ銀行取締役兼代表執行役副社長、2018年6月、ソフトバンクグループ取締役副社長、2021年3月ソフトバンクグループ退社。
東京大学在学時に、メンズノンノでモデルをしていた。